# Stefan Hain

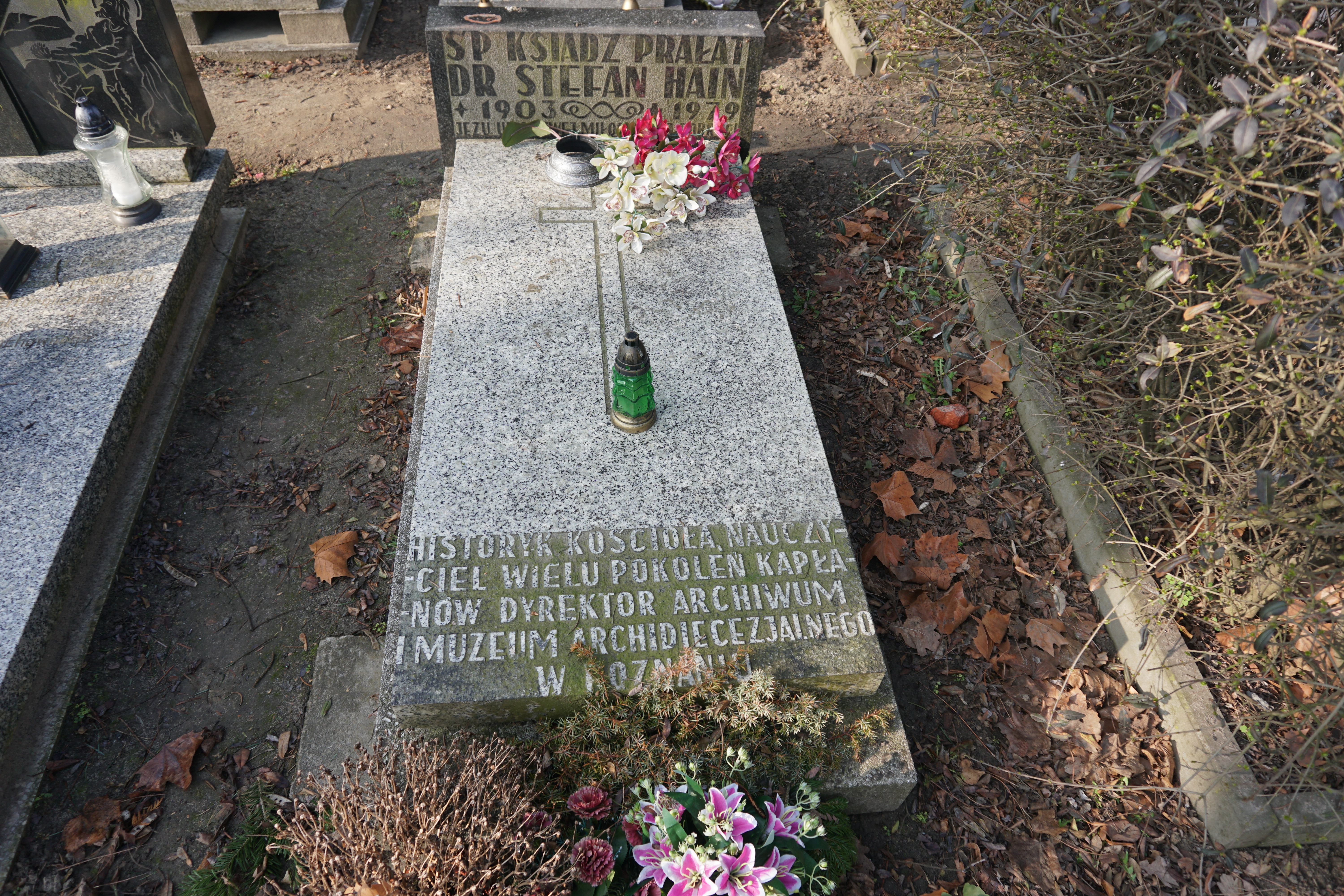
Grób ks. Stefana Haina na cmentarzu Górczyńskim

Stefan Hain (ur. 10 września 1903 w Łagiewnikach, zm. 15 marca 1979 w Poznaniu) – polski kapłan katolicki, historyk sztuki, historyk Kościoła, sędzia, profesor Arcybiskupiego Seminarium Duchownego w Poznaniu.

## Życiorys
Był synem Wawrzyńca (mistrza rzeźnickiego) i Józefy z Derów (rodzina była bardzo religijna). Miał siedmioro rodzeństwa. Gimnazjum ukończył w Gnieźnie. Maturę zdał 19 czerwca 1922 także w Gnieźnie. Rozpoczął studia medyczne, ale z uwagi na ich koszt musiał je przerwać, przenosząc się na kierunek prawno-ekonomiczny. W 1924 zapisał się do Seminarium Duchownego w Poznaniu.
Święcenia kapłańskie otrzymał 23 lutego 1929 w katedrze poznańskiej. Od 10 marca 1929 był wikariuszem przy kościele Bożego Ciała w Poznaniu. Od 1930 otrzymał wokację na prefekta gimnazjalnego do poznańskiego gimnazjum im. Generałowej Zamoyskiej. Przerwał tę pracę w 1931, ze względu na rozpoczęcie specjalistycznych studiów historii Kościoła na Wydziale Teologicznym Uniwersytetu Warszawskiego, gdzie napisał magisterium (praca Chrystianizacja Żmudzi). Doktoryzował się w Poznaniu w 6 lutego 1939 (praca Wincenty Kot, prymas Polski 1436-1448, opublikowana dopiero w 1948). 11 grudnia 1939 Niemcy wysiedlili go do swojego Obozu Przejściowego na Głównej, skąd (uciekając przed gestapo) trafił do Sandomierza, gdzie pracował w przedsiębiorstwie gazowym i był krótko więziony. Po zakończeniu II wojny światowej został profesorem historii sztuki i historii Kościoła w Arcybiskupim Seminarium Duchownym w Poznaniu. Był też od 1945 kustoszem poznańskiego Archiwum Archidiecezjalnego, jak również Muzeum Archidiecezjalnego. W 1964 został dyrektorem Archiwum Archidiecezjalnego. 1 marca 1964 został mianowany sędzią Metropolitalnego Sądu Duchownego w Poznaniu, ale już 15 października 1964 zwolniono go z tego urzędu z uwagi na obowiązki związane ze stanowiskiem dyrektora Archiwum. Zmarł w Poznaniu i został pochowany na cmentarzu górczyńskim (kwatera Iak-2-7).